# Pepsi

Aktuelle Wort-Bild-Marke

Bis Ende 2023

Altes Markenzeichen Pepsi-Cola

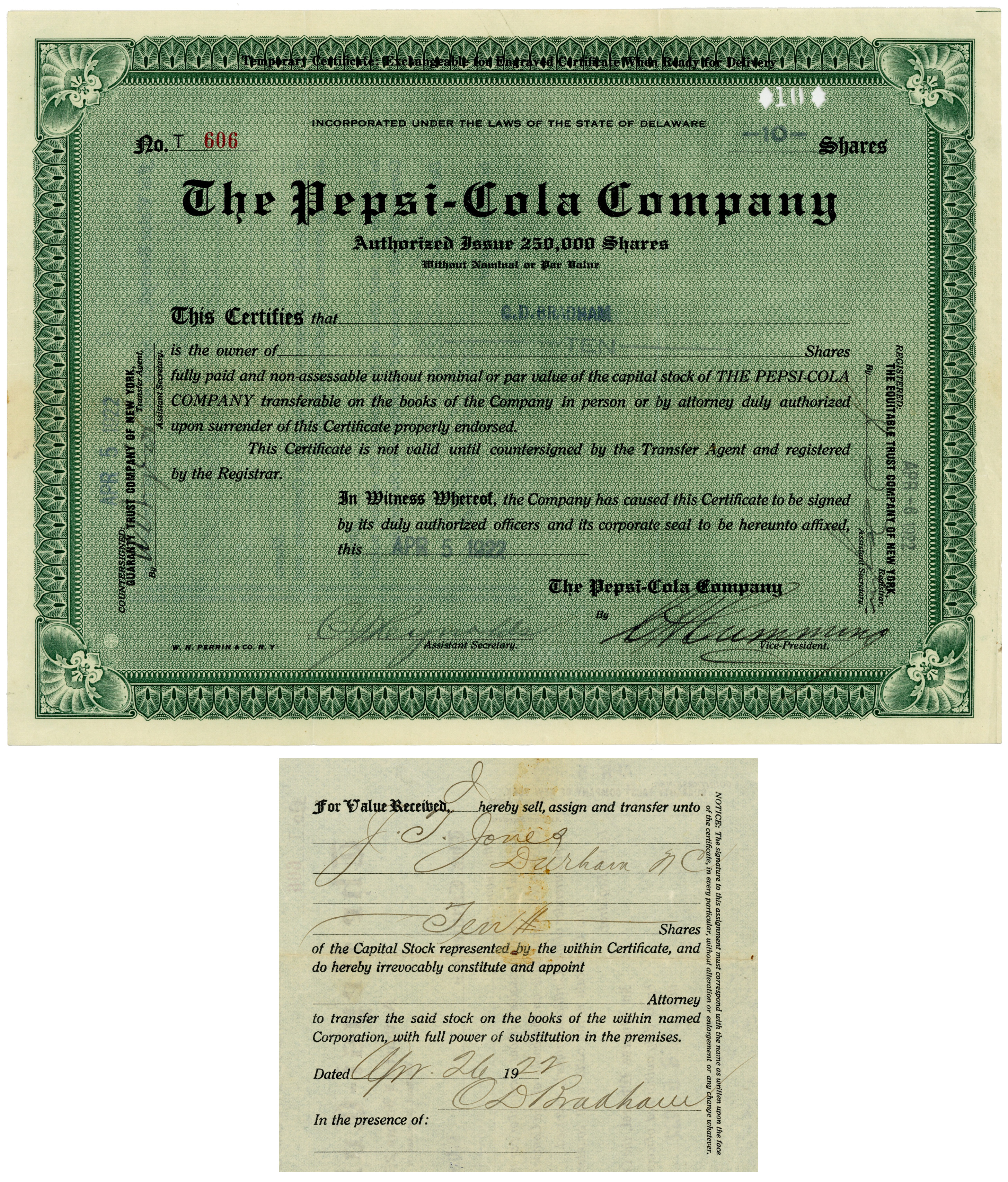
Aktie der Pepsi-Cola Company, ausgestellt am 5. April 1922 auf Caleb Bradham und rückseitig von ihm eigenhändig indossiert

Pepsi

Bis Ende 2008 in Nordamerika

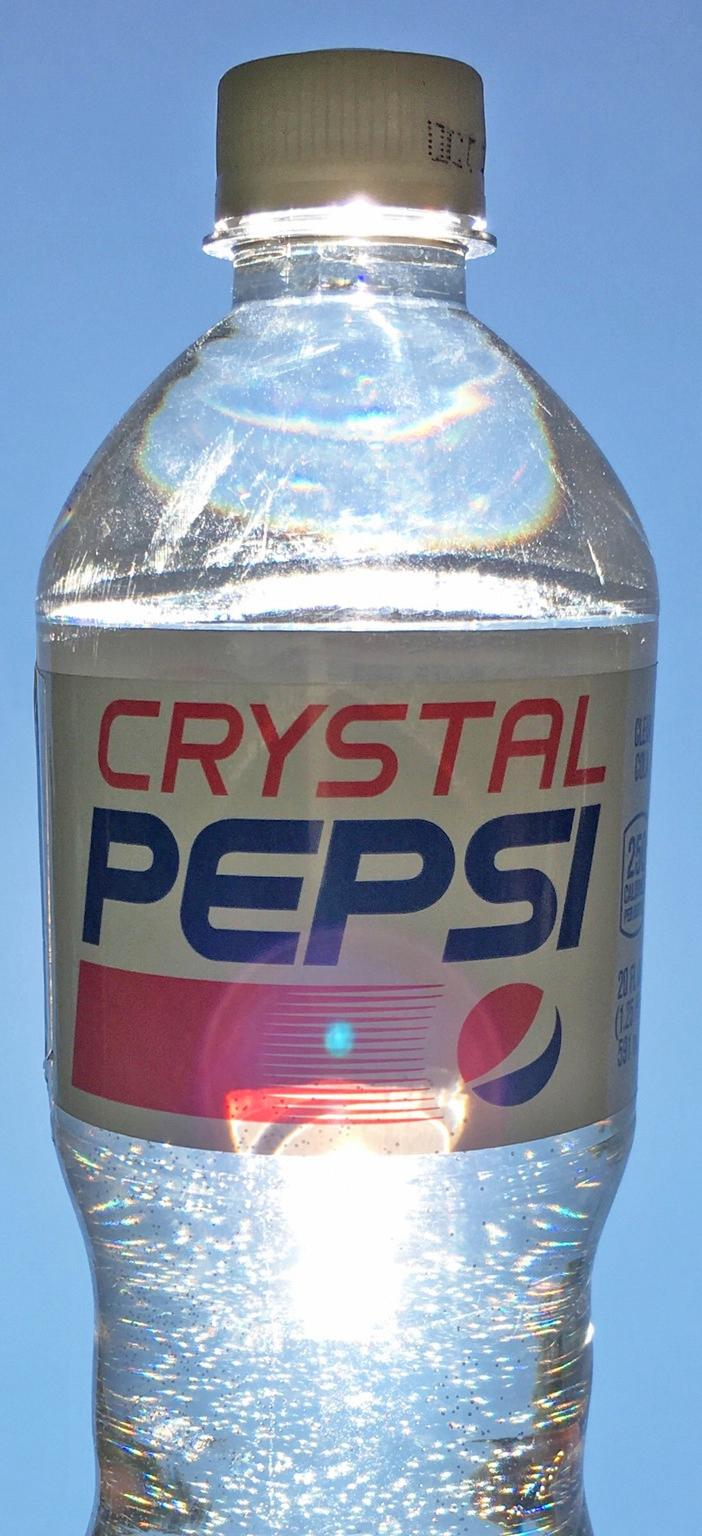
Eine Flasche Crystal Pepsi aus den Vereinigten Staaten, 2016

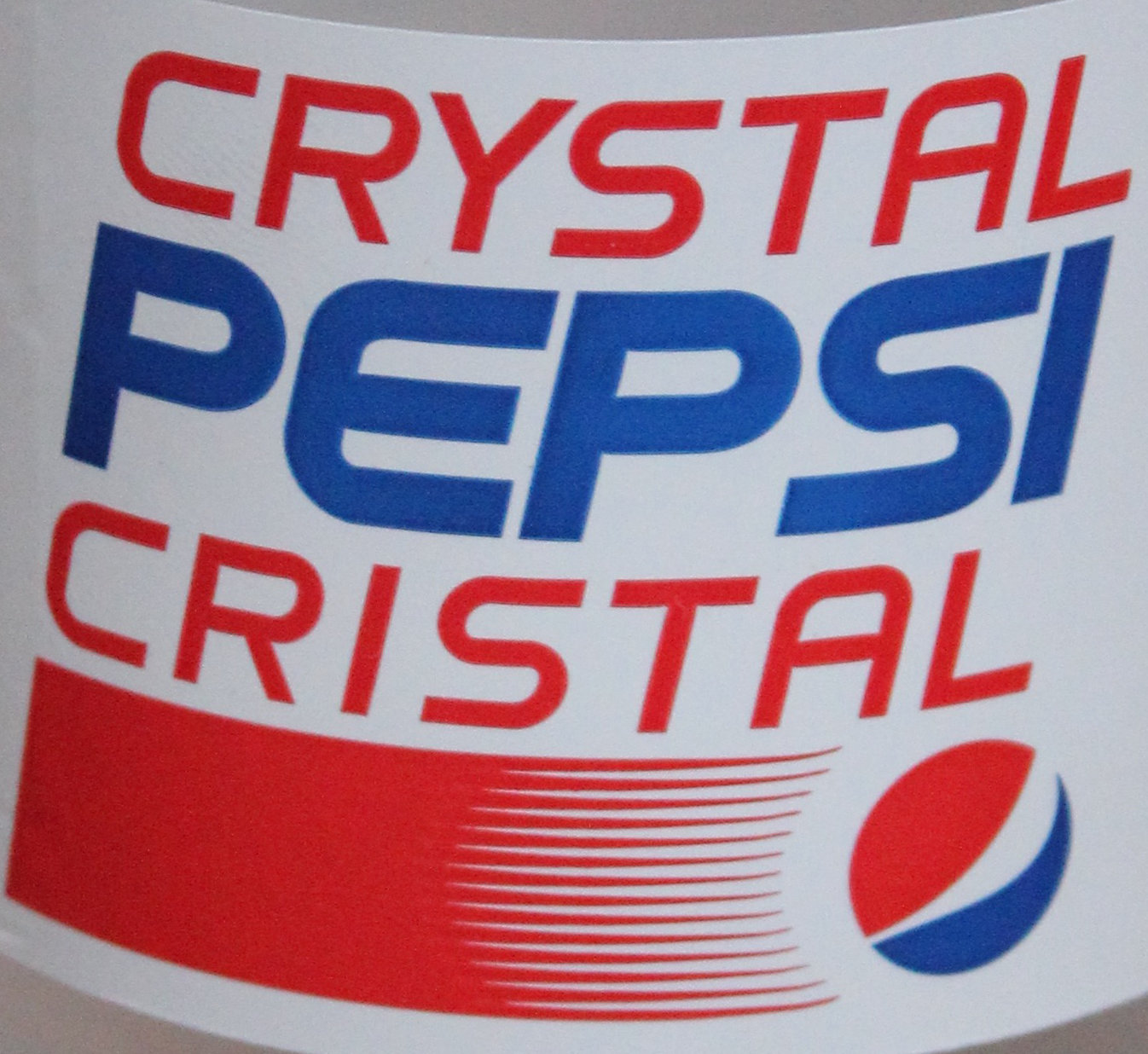
Eine Flasche Crystal Pepsi aus Kanada, 2016

Pepsi, offiziell Pepsi-Cola, ist ein koffeinhaltiges Erfrischungsgetränk der PepsiCo, Inc. Pepsi ist der Hauptkonkurrent von Coca-Cola.

## Geschichte
Die Pepsi-Cola wurde 1893 vom Apotheker Caleb Bradham in New Bern, North Carolina entwickelt. Zunächst benannte er das Getränk in Anlehnung an seinen eigenen Namen Brad's Drink. Am 28. August 1898 benannte er es in Pepsi-Cola um. Der Name geht wahrscheinlich auf das Enzym Pepsin bzw. das griechische πέψις, pepsis, „Verdauung“ oder auf den medizinischen Begriff für Verdauungsstörung, Dyspepsie, zurück. In der Werbung für Pepsi wurde z. B. 1908 eine gesundheitsfördernde Wirkung der Cola suggeriert („stabilisiert die Nerven“) und dabei auf Pepsin „für die Verdauung“ hingewiesen.
Das Unternehmen hatte eine sehr wechselhafte Geschichte, änderte mehrfach den Besitzer und stand einige Male kurz vor dem Konkurs. Der Durchbruch gelang, als man sich in der Rezessionszeit der 1930er Jahre konsequent als Billigmarke etablierte, indem man das Produkt zum selben Preis wie Coca-Cola, aber in doppelt so großen Flaschen anbot und durch eine massive Werbekampagne bekannt machte. Aus dieser Zeit stammt der Radio-Werbejingle „Pepsi-Cola hits the spot, twelve full ounces, that's a lot. Twice as much for a nickel too – Pepsi-Cola is the drink for you!“, der zu einem Gassenhauer wurde (sinngemäß: „Pepsi-Cola kommt gut an, ganze zwölf Unzen (355 mL) – das ist ’ne Menge. Doppelt so viel, auch nur für einen Nickel (= 5 US-Cent) – Pepsi-Cola ist das Getränk für dich.“)
Das für Pepsi typische Warenzeichen ist der im Jahr 1962 entstandene, sogenannte „Pepsi Globe“. Dieses Logo wurde über Jahrzehnte verwendet und lediglich modernisiert. Seit 2009 wird ein neues Warenzeichen eingesetzt, bei dem es sich um eine Abwandlung des bekannten Warenzeichens handelt. Die typische weiße Welle ist in einen Smiley umgestaltet worden. Außerdem wird nun eine andere Schrift sowie Schriftart verwendet. Wurde Pepsi jahrelang in Großbuchstaben geschrieben, so wird Pepsi nun kleingeschrieben. Das rot-weiß-blaue Farbschema wurde jedoch beibehalten.
In Deutschland ist das neue Logo 2010 eingeführt worden.
Unter der Leitung Donald Kendalls befürchtete Pepsi 1970 durch die Wahl Salvador Allendes Markteinbußen in Chile und drängte zusammen mit anderen Unternehmen die amerikanische Exekutive dazu, einen Militärputsch zu organisieren. Dieses Betreiben gipfelte zeitnah in der Ermordung des verfassungstreuen Oberbefehlshabers des Militärs René Schneider im Rahmen der CIA-Aktion FUBELT. Details der Einflussnahme Pepsis wurden durch die Arbeit des Church-Ausschusses bekannt.
Per 2022 ging die Exklusivlizenz in der Schweiz von der Aproz Sources Minérales zu Feldschlösschen Getränke über.

## Produkt
Als Zutaten werden Wasser, Zucker, Kohlensäure, Farbstoff: Zuckerkulör (E 150d), Säuerungsmittel: Phosphorsäure (E338), Aroma (Koffein) und Süßstoffe angegeben. Laut Aussage des Herstellers PepsiCo, Inc. stehen die drei Farben weiß, blau und rot des Etiketts für die Nationalfarben der USA, die Pepsi damit im Zweiten Weltkrieg unterstützen wollte.
1964 stellte man dem gängigen Produkt mit „Diet Pepsi“ eine zuckerfreie Variante mit daher wenig Nahrungsenergie zur Seite, welche es in Deutschland seit 1975 zu erwerben gibt. Anfang der 1990er Jahre gab es als Alternative zu den gängigen Pepsi-Produkten zusätzlich „Crystal Pepsi“. Dieses durchsichtige Getränk enthielt weder Koffein, Zucker noch Farb- oder Konservierungsstoffe – bei kaum verändertem Geschmack. Die Produktion wurde aber bald wieder eingestellt. Das Produkt wurde in Deutschland nur kurz, in der Schweiz einige Jahre und in Österreich gar nicht angeboten.
Vor allem auf dem asiatischen Markt wurden zudem immer wieder spezielle Sorten wie beispielsweise „Pepsi Ice Cream“ (Eiskremgeschmack, Russland), „Pepsi Cappuccino“ (Kaffeegeschmack, Russland und Polen) oder „Pepsi Ice Cucumber“ (Gurkengeschmack, Japan) angeboten.
Pepsi-Cola gibt es in Deutschland bereits seit dem Jahr 1946, als man in Aschaffenburg Abfülleinrichtungen für im Land stationierte amerikanische Streitkräfte baute; 1951 bekam der erste Deutsche die Lizenz, die Cola für den heimischen Markt abzufüllen. Ab 1974 wurde die Cola in der Brauerei Rostock abgefüllt und so auch in der DDR angeboten. Zwischen 1997 und 2002 stand „Pepsi Boom“ in Form von Getränkedosen in deutschen, italienischen und spanischen Regalen, da sie ohne Koffeinzusatz produziert wurde, richtete sie sich hauptsächlich an junge Kunden. Im Jahr 2002 erreichte dann die in den USA bereits 2 Jahre zuvor eingeführte Sorte „Pepsi Twist“ mit Zitronenaroma den deutschen Markt. Seit Juli 2007 wird eine neue Variante der Pepsi Max von 1994 im deutschen Handel angeboten. Als „Limited Edition“ wurde „Pepsi Max Wild Cherry“ in der 1,5-l-Einwegflasche aus PET im Juli 2015 vorgestellt – eine zuckerfreie Cola mit Kirscharoma. Ebenso bietet Coca-Cola mit der „Cherry Coke“ eine Kirschcola an, allerdings eine zuckerhaltige Variante. Im März 2016 hat man laut Aussagen von Pepsi Deutschland auf Facebook beschlossen, das Produkt aufgrund überraschend starker Verkaufszahlen in das Standardsortiment zu nehmen. Im April 2017 wurde die deutsche Pepsi Max-Sparte um das Produkt „Pepsi Max Ginger“ erweitert, energie- und zuckerfreie Cola mit einer Ingwer-Note.
Seit März 2020 sind einige Sorten auch als Sirup erhältlich.

### Sorten
In Deutschland gibt es aktuell (und seit dem angeführten Jahr) folgende Sorten:
- 1946: Pepsi
- 1975: Pepsi Light (zuckerfrei)
- 1994: Pepsi Zero Zucker (bis 2023 Pepsi Max)
- 2002: Pepsi Twist (Zitronenaroma)
- 2012: Pepsi Light Lemon (Zitronenaroma, zuckerfrei)
- 2015: Pepsi Max Cherry (Kirscharoma, zuckerfrei)
- 2017: Pepsi Max Ginger (Ingweraroma, zuckerfrei) – nicht mehr erhältlich[15]
- 2019: Pepsi Max Lemon (Zitronenaroma, zuckerfrei)
- 2020: Pepsi Max Vanille (zuckerfrei) – nicht mehr erhältlich[15]
- 2024: Pepsi Electric Blue (zuckerfrei)

### Verpackungen
Pepsi (aber nicht jede Sorte) ist in Deutschland mit Stand 6/2018 in folgenden Verpackungen erhältlich:
- PET-Mehrwegflasche (15 Cent Pfand): 0,5, 1,0 Liter[16]
- PET-Einwegflasche (25 Cent Pfand): 0,5, 1,5 und 2,0 Liter
- Getränkedose (25 Cent Pfand): 0,33 Liter
- Glas-Mehrwegflasche (15 Cent Pfand): 0,2, 0,33 und 0,5 Liter[17]
- CC-Keg (25 Euro Pfand): 20 Liter[18]

## Gesundheit
Die Framingham Osteoporosis Study von 2006 legt den Verdacht nahe, dass ein häufiger Verzehr von Cola-Getränken, nicht aber von anderen kohlensäurehaltigen Getränken, bei Frauen zu einer deutlichen Schwächung der Knochen führt. Das wird von den Erstellern der Studie auf den hohen Anteil von Phosphorsäure zurückgeführt, die den Körper an der Aufnahme von Calcium hindert und die Ausscheidung des Minerals fördert. Auch das in Cola enthaltene Koffein wurde in der Vergangenheit mit Osteoporose in Verbindung gebracht. Die Studie ergab auch, dass sich der Verzehr von koffeinfreier Cola bei Teilen der Probanden weniger stark auf den Mineralstoffgehalt der Knochen auswirkte.
Ein Liter Pepsi enthält knapp 70 Gramm Zucker. Pepsi ist daher eine reiche, leicht verstoffwechselbare Kohlenhydratquelle. Der Konsum von Pepsi erzeugt einen raschen und starken Anstieg des Blutzuckerspiegels und wird so zum Energielieferanten zur Bildung von weißem Bauchfett. Gleichzeitig hat der hohe Zuckergehalt einen negativen Einfluss auf die Mundflora, was zu einer Begünstigung für die Bildung von Karies führt.
Bei einem im Mai 2016 veröffentlichten Test der Stiftung Warentest wurde sowohl in Pepsi als auch in Pepsi Light ein hoher Gehalt an 4-Methylimidazol (4-MEI) festgestellt, eine als möglicherweise krebserregend eingestufte, im Karamelfarbstoff enthaltene Substanz. Nachdem für 4-Methylimidazol (4-MEI) im Januar 2012 in Kalifornien, USA, ein Grenzwert eingeführt wurde, haben die Hersteller von Cola-Getränken für die für den US-amerikanischen Markt produzierten Getränke die Herstellungsverfahren geändert, um den kalifornischen Grenzwert nicht zu überschreiten. Nach den Angaben der Stiftung Warentest besteht in der EU kein Grenzwert für 4-Methylimidazol (4-MEI) in Lebensmitteln, jedoch wird der in Kalifornien geltende Grenzwert bei den getesteten, in Deutschland vertriebenen Getränken sowohl bei Pepsi als auch bei Pepsi Light bei einem Verzehr von weniger als 0,5 l Getränk überschritten. Im Test der Stiftung Warentest wurde ferner Pepsi Light wegen der Höhe der Belastung mit Chlorat, welches aus Desinfektions- und Reinigungsmitteln stammen kann, beanstandet, da Chlorat lt. Stiftung Warentest die Jodaufnahme im Körper hemmen kann und in hohen Mengen giftig ist. Die von der EBL (Europäische Behörde für Lebensmittelsicherheit, engl. European Food Safety Authority / EFSA) als tolerierbar angesehene Chlorataufnahme wird bei einem Verzehr von 0,5 l Pepsi Light erreicht.

## Vermarktung
In den 1950er Jahren gelang dann der Aufstieg von der Billigmarke zu einem etablierten Produkt. Der Filmstar Joan Crawford, die Gattin des damaligen Vorstandsvorsitzenden Steele, fungierte als Zugpferd einer großangelegten Werbekampagne. Auch das Design änderte sich. Man präsentierte das Getränk in formschöneren Einwegflaschen mit einem bunten Etikett aus Papier. Nun waren es die Mehrwegflaschen des Konkurrenten Coca-Cola, die mit dem aufgedruckten schlichten Schriftzug und ihrer oft abgewetzten Oberfläche billiger wirkten. Zusätzlich war Pepsi-Cola das erste amerikanische Cola-Getränk, das auch in der Sowjetunion zubereitet und abgefüllt wurde (seit 1972, siehe Pepsi-Cola in der Sowjetunion). Richtig erfolgreich wurde Pepsi aber erst Ende der 1980er Jahre, als im Zuge eines Re-Designs der Marke mit einer unter dem Motto „Project Blue“ laufenden riesigen Werbekampagne, für die unter anderem Cindy Crawford, Andre Agassi oder Claudia Schiffer gewonnen werden konnte, der Marktführer angegriffen wurde (siehe Cola-Krieg).
Als „Pepsi-Test“ wird eine Marketingmaßnahme bezeichnet, die 1963 gestartet wurde. Sie begann mit der Initiative „Pepsi Generation“, welche dem Verbraucher suggerieren sollte, er müsse als „hipper und junger Mensch“ auf jeden Fall Pepsi konsumieren. Der eigentliche „Pepsi-Test“ folgte daraufhin in den 1970er Jahren, als das Unternehmen parallel zu TV-Spots an stark frequentierten Plätzen Probierstände aufbaute, wo potenzielle Kunden blind Pepsi und Coca-Cola probieren sollten. Tatsächlich fiel das Ergebnis deutlich zugunsten der Marke in Blau aus. Den Höhepunkt erreichte diese Werbestrategie schließlich 1985, als der Konkurrent als Reaktion darauf das Produkt „New Coke“ erschuf, welches sich deutlich am Geschmack von Pepsi-Cola orientierte, jedoch bei Coca-Cola-Fans floppte (siehe Cola-Krieg).
2014 erschien in Nordamerika ein am Konkurrenzprodukt „Coca-Cola Freestyle“ orientierter Getränkeautomat, welcher hauptsächlich in Filialen der Subway-Kette oder an Universitäten installiert wurde. Ähnlich wie „Coca-Cola Freestyle“ nutzt das Produkt die aus der Medizin bekannte Mikrodosierungs-Methode und gibt mithilfe von Patronen im Inneren Kombinationen aus Pepsi-Produkten und 8 Fruchtsorten wie Pfirsich oder Erdbeere aus. Die Automaten gibt es mittlerweile auch außerhalb der Vereinigten Staaten und Kanadas.
Im April 2017 zog das Unternehmen einen zuvor veröffentlichten Werbespot zurück, welcher neben dem Model Kendall Jenner in der Hauptrolle unter anderem dunkelhäutige Tänzer oder muslimische Fotografinnen zeigte. Während die Gruppe friedlich demonstrierend eine Straße entlang läuft, reicht Jenner fröhlich einem Polizisten eine Dose Pepsi, was für großen Applaus sorgt. Pepsi wurde die Instrumentalisierung von Initiativen wie dem Women’s March oder Protesten gegen Polizeigewalt zu Werbezwecken vorgeworfen, ebenso sollte Jenners Geste unschwer an Ieshia Evans erinnern, welche sich bei einer Demonstration in Baton Rouge unbewaffnet zwei Polizisten in Anti-Riot-Ausrüstung entgegenstellte. Der Werbespot wird als Beispiel für woke capitalism bzw. woke washing gesehen.

## Weitere Wortbedeutungen
Der Begriff Pepsi, abgeleitet vom Getränk, war ein Slang-Wort für Angehörige der Sprachgruppe der frankophonen Kanadier.